# 小可愛蟲屬

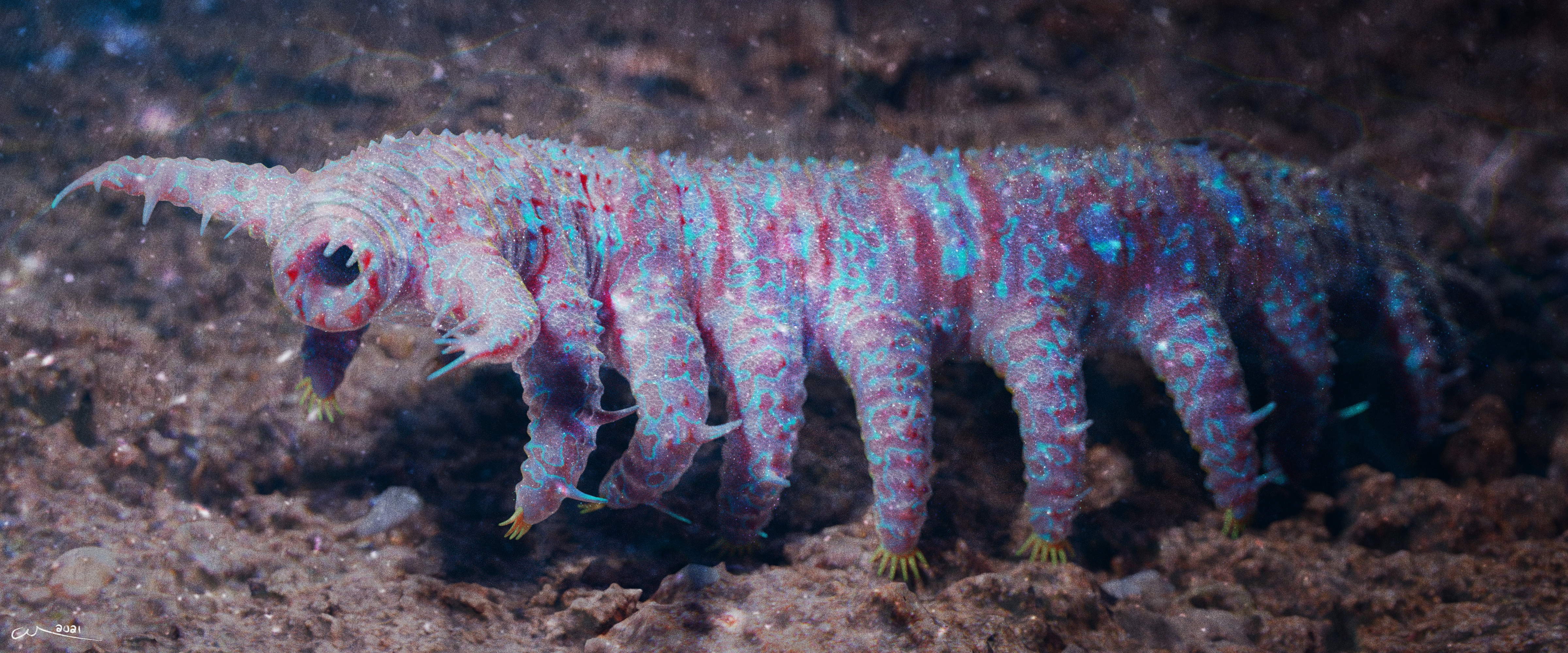
葉足動物最廣為人知的物種-埃謝櫛蠶（Aysheaia）的全體復原圖。

始祖小可愛蟲（學名：Parvibellus atavus）是小可愛蟲屬（學名：Parvibellus）唯一的物種，屬於節肢動物門、恐蝦綱。生存在寒武纪第三期的中國海裡。

## 發現與命名
小可愛蟲的化石源於在中國雲南省海口鎮澄江化石地（Chengjiang Biota）玉案山山峰（ Yu’anshan Formation）的二結（Erjie）。目前僅發現編號ELI-EJ048A（正模標本）的標本。現今，化石目前保存在中國西安西北大學。屬名是由parvus（微小）和bellus（可愛）組成，因身體外觀而得名；而種小名-atavus（祖先），是因為這個物種具有類似於泛節肢動物的外觀。

## 形態

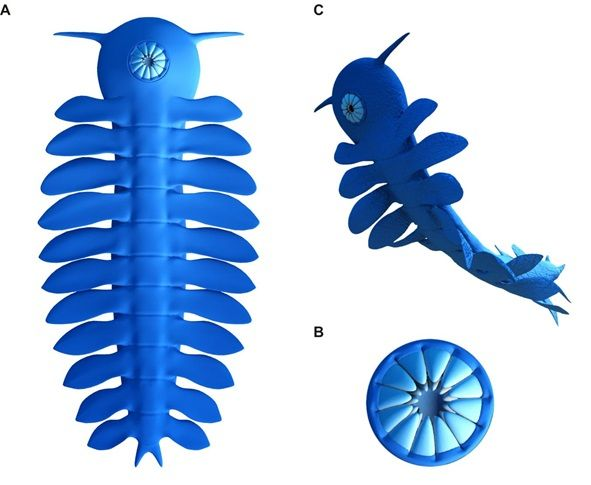
始祖小可愛蟲的復原圖，A是身體的全體復原，B是嘴巴的完整復原圖，C是身體的側面圖。

身上具有十一對的扇葉，頭部還有兩個小的突起物，和一個位在腹側、圓的口器。這些身體構造很像葉足動物、歐巴賓海蠍類還有放射齒目的物種，所以始祖小可愛蟲的分類可能位在恐蝦綱或是葉足動物之間。

### 頭部
其中類似頭部的圓形部分約1.1毫米，最寬的部分為1.38毫米。頭部區域的三分之一有一對突起物，那個凸起物有一點點稍微指向後方。既巨大有圓形的口器位在頭部區域的腹側，嘴巴上的兩個圓圈都具有一排的牙齒，比較外側的齒環半徑約0.6毫米；比較內側的齒環半徑約0.18毫米。大約有七片齒板在比較外側的齒環，有幾個在比較內側的齒環，但是發現齒板的化石都沒有保存很清楚。

### 身體

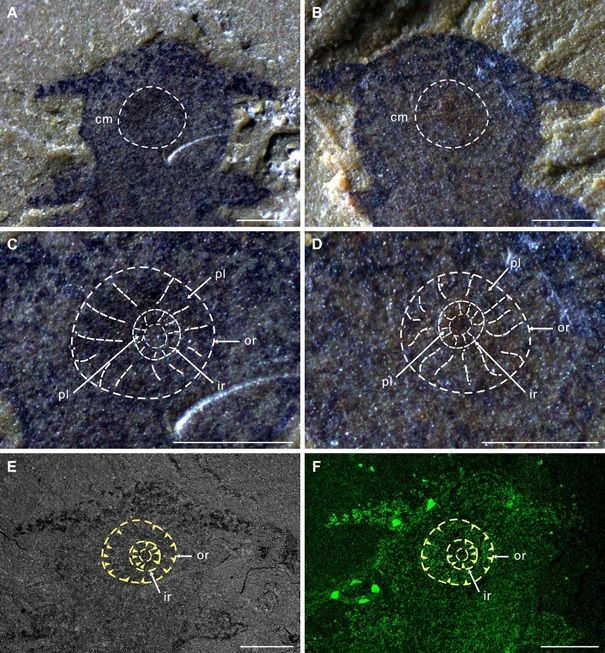
A、B都是始祖小可愛蟲的口器化石照片，C、D是顯示口器的位置。cm（circular mouth）：口器，pl（plates）：齒板，ir（inner　ring）：內側的齒環，or（outer ring）：外側的齒環。

全長大小約5.25毫米；而軀幹的部分長約4.07毫米，寬大約是1.1毫米。身體側面的長的類似扇葉的突起物長約0.51毫米，最寬的地方約是0.26毫米，扇葉的突起物的基部（連接的部分）和末端有稍微變小。身體有十一對類似扇葉的突起物，且平均的分布在軀幹上。從身體到扇葉的突起物的連接部分不太明顯。扇葉的突起物的輪廓大約是橢圓形或三角形。扇葉的突起物可能像是歐巴賓海蠍類或是放射齒目的物種用來游泳，但是不太可能像是葉足動物的埃謝櫛蠶用來當作腳行走。

## 分類

### 葉足動物
始祖小可愛蟲的樣子不像葉足動物，因為牠缺少了葉足動物應有的細長如蠕蟲的身軀。外觀最像的葉足動物是埃謝櫛蠶，因為都有一對前附肢和十對當作腳的葉足；但是埃謝櫛蠶的身體有環紋，而且腳上還有爪子，且葉足動物大多是生活在海底的，而始祖小可愛蟲是可以自行游動的生物。再加上比較早期的大多數葉足動物的口器（嘴巴）不是在腹側，但是愈年輕的物種的嘴巴都是在腹側，像是＂具鰓葉足動物＂，例如：厭惡蟲屬（Pambdelurion ）或是歐巴賓海蠍（Opabinia ）或是比較與有爪動物相關的類群，例如：觸角棘足蟲屬（Antennacanthopodia）、三爪蟲屬（Tritonychus）。

### AOPK群
始祖小可愛蟲的扇葉突起物和位在腹側的口器與恐蝦綱（舊稱AOPK群）的物種很相似。但是在口器的方面，許多物種的嘴巴位置與始祖小可愛蟲不太一樣。在身體方面，始祖小可愛蟲有十一個扇葉突起物，而大多數恐蝦綱物種是八到十個扇葉。頭部還有一對看起來是前附肢，這個特徵在恐蝦綱幾乎每個物種都有。特別是放射齒目的物種與歐巴賓海蠍和厭惡蟲屬及宣揚爪蟲。

#### 發育
如果始祖小可愛蟲是年幼的放射齒目物種，那口器與眼睛和頭部的附肢可能尚未發育成熟，有一個例子反對這樣的想法。Cong等人於2012年發表里拉琴蟲屬（Lyrarapax），過了6年，Liu等人發現了里拉琴蟲的幼體化石，在那個幼體的里拉琴蟲化石上有完整的眼睛和口器，所以始祖小可愛蟲不是放射齒目的物種。

### 註
1. ↑  指以奇蝦（Anomalocaris）代表放射齒目、歐巴賓海蠍（Opabinia ）為代表的歐巴賓海蠍類（Opabiniids）、厭惡蟲屬（Pambdelurion ）和宣揚爪蟲（ Kerygmachela），這四個屬名的開頭分別是A、O、P和K組成的分類群，但是現在直接稱作恐蝦綱。[1][15]